# Scrope mot Grosvenor

Det stridiga vapnet

Scrope mot Grosvenor är en inom engelsk genealogi mycket omtalad process, som 1385–1390 fördes mellan Robert Grosvenor och Richard Scrope (uttalad som Skrup) om rätten till ett heraldiskt vapen; bådas familjer förde vapen med samma blasonering utan att det tidigare upptäckts. Vapnet var Azure a bend or (engelska: en sköld av blå med en guld balk). Geoffrey Chaucer var närvarande på processen. Utgången blev att Scrope tillerkändes rätten till vapnet, och Grosvenor fick anta ett annat.